# Max Russo
Maxime "Max" Russo is een personage uit de serie Wizards of Waverly Place. Hierin wordt hij gespeeld door Jake T. Austin. Max is de jongere broer van Justin en Alex.
Max is een fan van Nintendo want hij wordt vaak gezien met zijn DS en zijn Wii staf, die precies hetzelfde eruitziet en werkt als de Wii-afstandsbediening.

## Magische kant
Max is de jonge-onervaren tovenaar, die zijn magie alleen voor de leuke dingen gebruikt. In de aflevering "Poition Commotion" kreeg/krijgt Max al zijn krachten, hij moet dan een erg lelijke hoed op doen om zijn krachten te leren beheersen, want als hij dit niet doet gebeuren er rare dingen om zich heen. Uiteindelijk mag hij die afzetten en krijgt hij al zijn krachten.

## Familie
| Naam           | Relatie      | Opmerking              |
| -------------- | ------------ | ---------------------- |
| Jerry Russo    | Vader        | is eigenlijk Italiaans |
| Theresa Russo  | Moeder       | is eigenlijk Mexicaans |
| Alex Russo     | Oudere zus   |                        |
| Justin Russo   | Oudere broer |                        |
| Kelbo Russo    | Oom          |                        |
| Megan Russo    | Tante        |                        |
| Trevor Russo   | Neef         |                        |
| Graeme Russo   | Neef         |                        |
| Ernesto Larkin | Oom          |                        |
| Kim Russo      | Nicht        |                        |

### Trivia
- In het Nederlands wordt Max vertolkt door Boyan van der Heijden.